# Najib Razak
Najib Razak (Kuala Lipis, 1953. július 23. –) maláj politikus, Malajzia miniszterelnöke 2009 és 2018 között.
Najib volt az egykori kormány 1Malaysia Development Berhad (1MDB) nevű fejlesztési alapjához kapcsolódó pénzügyi botrány központjában, mely során állítólag több milliárd dollárt sikkasztottak el. 2020 júliusában elítélték, és börtönbe került.
Az 1MDB-botrány miatt a kormánya alatt számos vád érte, amelyek a pénzügyi visszaélésekkel és a hatalommal való visszaélés gyanújához kapcsolódtak. Ezek a vádak hatalmas tüntetésekhez és nyomásgyakorláshoz vezettek, végül pedig őt és politikai pártját 2018-ban választási vereség érte.
| Elődje: Abdullah Ahmad Badawi | Malajzia miniszterelnöke 2009–2018 | Utódja: Mahathir bin Mohamad |